# Bria Goss
Bria Goss (ur. 2 września 1992 w Indianapolis) – amerykańska koszykarka, występująca na pozycjach rzucającej lub niskiej skrzydłowej, od 2023 zawodniczka Polskiego Cukru AZS-UMCS Lublin.
W 2011 wystąpiła w meczu gwiazd amerykańskich szkół średnich McDonald’s All-American. Została też wybrana najlepszą koszykarką stanu Indiana (Indiana Miss Basketball, Indiana Gatorade Player of the Year). Pomogła zdobyć swojej szkolnej drużynie Giants dwa tytuły mistrzyń stanu. Podczas jej pobytu w zespole uzyskał on bilans 105-3. Była zaliczana wielokrotnie do składów najlepszych koszykarek stanu Indiana. 
W 2019 zaliczyła obóz treningowy z zespołem WNBA – Indiana Fever.
9 grudnia 2023 została zawodniczką Polskiego Cukru AZS-UMCS Lublin.

## Osiągnięcia
Stan na 4 marca 2024, na podstawie, o ile nie zaznaczono inaczej.

### NCAA
- Uczestniczka rozgrywek:
  - Elite 8 turnieju NCAA (2012, 2013)
  - Sweet 16 (2014)
- Mistrzyni sezonu zasadniczego konferencji Southeastern (SEC – 2012)
- Wicemistrzyni:
  - sezonu zasadniczego SEC (2013)
  - turnieju SEC (2013, 2014)
- Najlepsza pierwszoroczna zawodniczka sezonu konferencji SEC (2012)
- Zaliczona do I składu najlepszych pierwszorocznych zawodniczek:
  - NCAA – Full Court Freshman All-American (2012)
  - SEC (2012)
- Liderka konferencji SEC w skuteczności rzutów wolnych (2014 – 90,1 %)

### Drużynowe
- Mistrzyni:
  - Szwecji (2023)
  - Finlandii (2017)
- Wicemistrzyni:
  - Rumunii (2021)
  - Szwecji (2022)
- Finalistka Pucharu Polski (2023)[8]

### Indywidualne
(* – nagrody przyznane przez portal eurobasket.com)
- Najlepsza zawodniczka*:
  - zagraniczna ligi fińskiej (2017)
  - występująca na pozycji obronnej ligi fińskiej (2017)
- Zaliczona do:
  - I składu:
    - ligi*:
      - fińskiej (2017)
      - szwedzkiej (2023)

    - zawodniczek zagranicznych ligi fińskiej (2017)
    - kolejki OBLK (15 – 2023/2024)[9]

  - II składu ligi*:
    - rumuńskiej (2021)
    - szwedzkiej (2022)

  - III składu ligi izraelskiej (2018)*
  - składu honorabe mention ligi izraelskiej (2019)*
- Koszykarka kolejki ligi*:
  - fińskiej (2 x – 2016/2017)
  - rumuńskiej (2 x – 2020/2021)